# ポンヌフの恋人
『ポンヌフの恋人』（Les Amants du Pont-Neuf）は、1991年製作のフランス映画。

## 概要

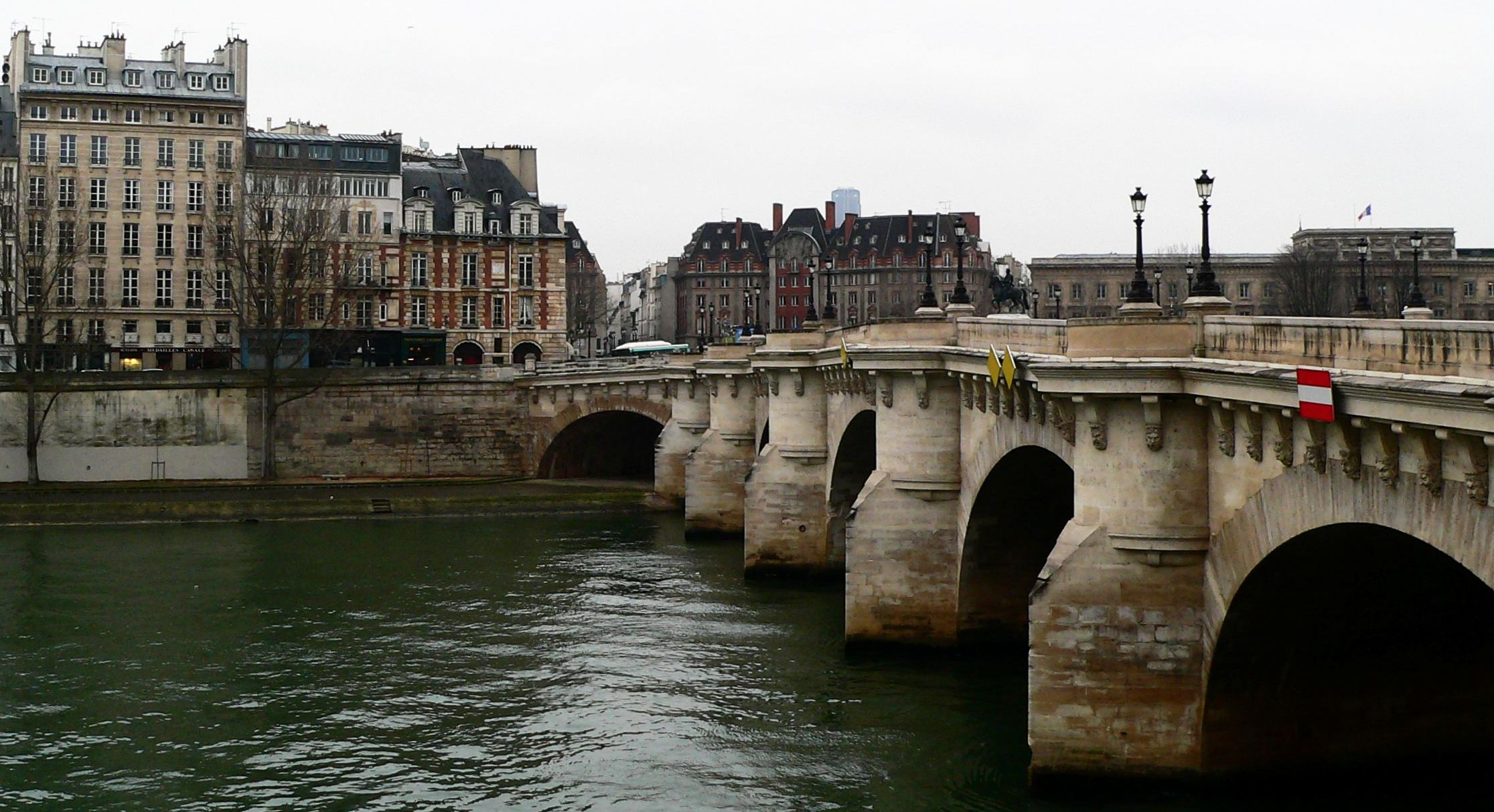
The film is set on the Pont Neuf in Paris

レオス・カラックスによる監督作品で、アレックス三部作の三作目。ポンヌフで繰り広げられるホームレスの青年と、失明の危機にかられた女画学生との純愛を描く。この映画の完成までに3年も費やし、カラックス自身の実生活の恋人でもあったビノシュとの破局や、膨大に膨れ上がる予算の問題もあったが、それでもなんとか完成にこぎ付けた。美しいポンヌフで繰り広げられる花火のシーンや、地下鉄のポスターに火を放つ姿は圧巻。製作中に費用捻出の問題から何度も撮影中断に追い込まれ、撮影後もパリの街の巨大なセットを解体する費用が出せずそのままの形で残っている。

## ストーリー
閉鎖中のポンヌフで暮らす天涯孤独の青年ホームレスのアレックスは、いつものごとく酒を飲みながら夜のパリを放浪していたが、車に片足を轢かれてしまう。そこに通りかかった女は恋の痛手と失明の危機から家出放浪中の女画学生ミシェル。アレックスはミシェルの美しさに初めて恋の心地を知り、ポンヌフを仕切っている初老の浮浪者のハンスにこの家出娘のミシェルを置いてくれるように頼み込む。そして二人のホームレス生活が始まる。ジュリアンというチェリストへの恋の未練と画家としての失明の恐怖を両手に抱えたミシェルと、他人との繋がりをあまりにも持たずに生きてきたアレックスとの間にも徐々に愛情に似た親愛が芽生え始める。フランス革命200年祭を祝う夜のパリの街に花火や音楽が乱れ交う。アレックスは見物客に火吹き芸を披露して、ミシェルも感動する。眼の病気は治るからこの人を捜してという、ミシェルを探すポスターが町中に貼られるようになり、アレックスはミシェルに見られないように一つひとつはがしていくが、ついにはこのポスター張りの仕事をしている車を燃やし、業者も焼死する。そんな橋の上での生活にも慣れてきたある夜、ミシェルは携帯ラジオから自分を探すアナウンスを耳にする。アレックスは警察に捕まり、服役中に眼を直したミシェルが会いにきて、ポンヌフの上で再会しようと約束する。雪の中、出会ったアレックスはミシェルともども川の中に落ちるが、ル・アーブルに向かう船に助けられる。そして、「まどろめ、パリ」というセリフが流れる。

## キャスト
- アレックス：ドニ・ラヴァン
- ミシェル：ジュリエット・ビノシュ
- ハンス：クラウス＝ミヒャエル・グリューバー
- マリオン：マリー・トランティニャン（声のみ出演）

## その他
DVDなどに附属している「メイキング」によれば、物語の終末部に関しては監督は完成版とは別の悲劇的な筋書きを脚本段階では持っていたが、ミシェル役のジュリエット・ビノシュが演じる上でどうしても納得出来ないと主張したため、完成版の結末も含め数パターン撮影された。その中から現在の「まどろめ、パリ」というセリフで終わるシーンとなった経緯がある。これは本来のプロットからはほとんど180度変わったものとなっているが、カラックス自身はインタビュー等でこの結末にある程度納得しているとの趣旨の発言をしている。ただしファンや批評家の反響としては、アレックス三部作シリーズを貫いてきた思想からはやや逸脱した結末なのではないかと疑問の声もあった。
「メイキング」には『ポンヌフの恋人』がカマルグのランサルグ湖のあるランサルグ村に橋や周りの建物など巨大なセットを作って「小さなパリ」を実現した様子が描かれている。

## 参照
- 映画秘宝ムック『底抜け超大作』「フランス映画史上最大の予算をかけたルンペン映画」
- 映画『ポンヌフの恋人』公式HP(2011年 リバイバル公開)